# 林統一
林統一（はやし むねかず、1966年2月5日 - ）は日本の元俳優。長野県出身。血液型はB型。特技は、乗馬、スキー、テニス、水泳、茶道、殺陣、F1鑑賞。

## 出演

### 映画
- 名門!多古西応援団（1987年）
- 226（1989年） - 安田優
- まだまだあぶない刑事
- 突入せよ! あさま山荘事件
- 陽はまた昇る

### 舞台
- 銭形平次

### テレビドラマ
- 暴れん坊将軍IV 第29話 「女大学! 亭主を男にする法」 - 木暮右京之介 役
- 暴れん坊将軍IX 第22話 「壮絶! 三河士魂 養父の仇を討つ吉宗」 - 河野広之進 役
- 御家人斬九郎
- 天晴れ夜十郎
- 徳川慶喜
- 行きずりの街
- 剣客商売
- 森村誠一の終列車 新宿発23時20分 アルプス号に乗った2組の男女 発車ベルは殺人の幕開け…（1990年12月8日、テレビ朝日）
- 警部補 佃次郎 14 永遠のナゾ（2002年3月12日） - 木島豊 役

### CM
- ファンタ　－　ファンタ学園「3年G組 将軍先生」